# 17-та окрема мотострілецька бригада (РФ)
17-та окрема гвардійська мотострілецька орденів Суворова і Олександра Невського бригада (17 ОМСБр, в/ч 65384) — формування мотострілецьких військ Збройних сил Російської Федерації, що існувало у 2008—2017 роках. Перебувало у складі 58-ї загальновійськової армії Південного військового округу.
У 2014 році підрозділи бригади брали участь у російській агресії проти України.
У 2017 році бригада була переформована на 70-й мотострілецький полк у складі 42 МСД.

## Історія

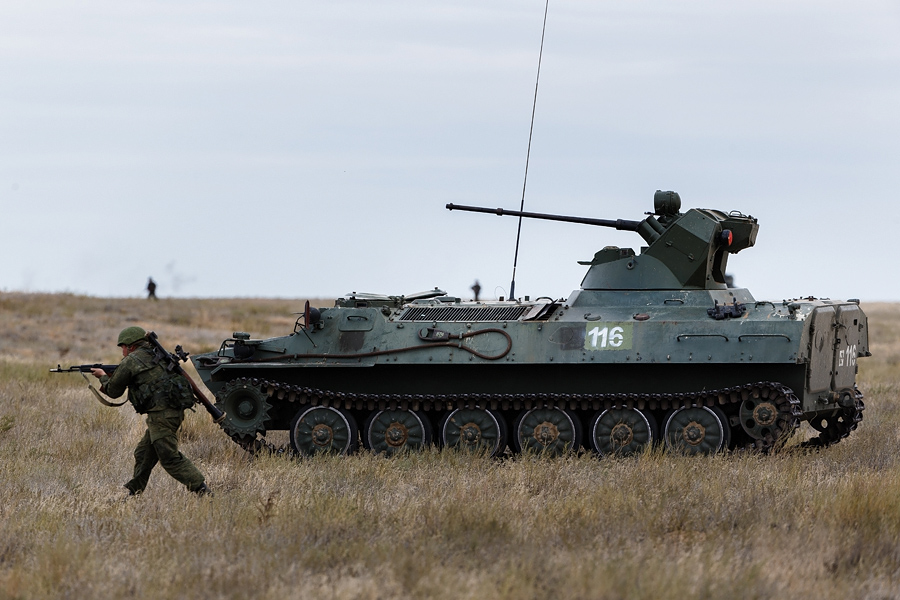

### Війна на сході України
Відкриті джерела надають інформацію про участь підрозділів і окремих військовослужбовців 17 ОМСБр у бойових діях на Донбасі.
Військова техніка бригади у період літа-осені 2014 року мала знаки швидкої ідентифікації у вигляді великих білих кругів.

#### Вторгнення
12 серпня підрозділи 17 ОМСБр, після дводенних інтенсивних обстрілів українських позицій у Степанівці, увійшли на територію України.
14 серпня 2014 року бронетранспортер МТ-ЛБ ВМК бригади був зафіксований на території відбитого проросійськими силами КПП «Маринівка».
Підрозділи 17-ї бригади брали участь у боях під Степанівкою. 15 серпня там було знищено МТ-ЛБ 6МБ бригади. Двох військовослужбовців бригади було зафіксовано на позиціях-висотах поряд з селищем. Один військовослужбовець — безпосередньо у селищі.
В період 12—16 серпня відомо про загибель 9 вояків бригади. 16 серпня дістав поранення також командир бригади, генерал-майор Дмитро Касперович. Згодом стало відомо, що він був нагороджений званням Героя Росії.

#### Новоазовськ
Підрозділи 17 ОМСБр у кінці серпня-початку вересня 2014 року брали участь у наступі російських військ на Маріуполь. Важкі САУ «Мста-С» бригади забезпечували наступ проросійських формувань в районі Новоазовська. Журналіст «Аль-Джазіри» зафіксував 4 одиниці САУ «Мста-С», а також повідомив, що в колоні техніки були ще 11 танків, 2 БТР і реактивні системи залпового вогню.

#### Офіційні заяви
Штаб АТО на брифінгу 11 березня 2015 р. заявив що частини 17 ОМСБр діють в районі с. Красноармійське.

#### Встановлені учасники бойових дій
Леонтьєвський Андрій (рос: Леонтьевский Андрей), Станіслав Сергєєв, Вадим Ярославцев, Григорій Ковальчук, Карен (Джага) Шахламджян.
Загиблий у серпні Ларіонов Вадим був посмертно нагороджений Орденом Мужності.

### Переформування
На початку 2017 року переформована на 70-й мотострілецький полк у складі 42 МСД.

## Командування
- (2014) генерал-майор Касперович Дмитро Валерійович[26][27]

## Втрати
З відкритих джерел відомо про деякі втрати 17 ОМСБр у боях
- 1 загиблий у Чечні;
- щонайменш 12 загиблих у війні на Донбасі.

## Озброєння
27 листопада 2014 року опубліковано статтю в якій повідомляється, що з'єднання отримало танки Т-72Б3.

## Галерея

Навчання бригади 2015
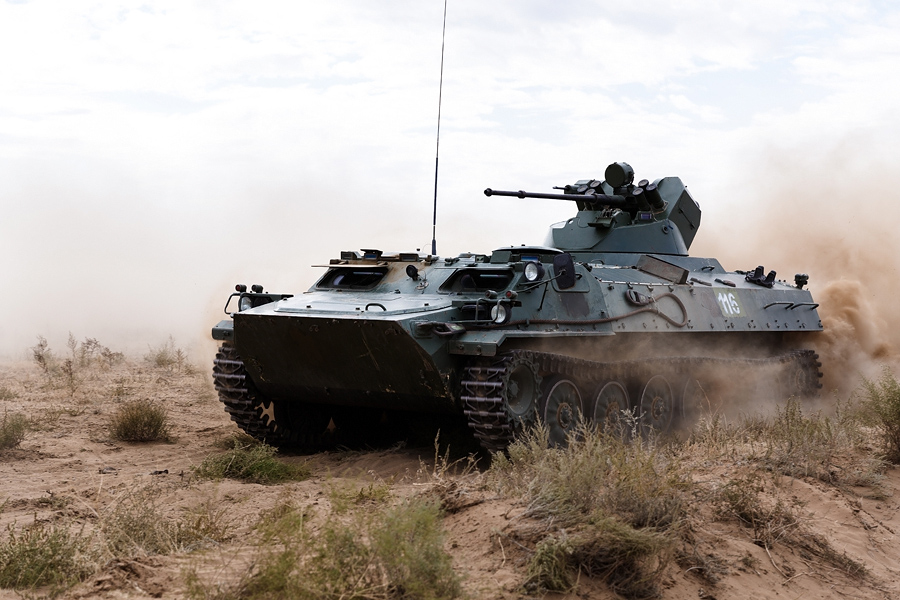
МТ-ЛБ 6МБ
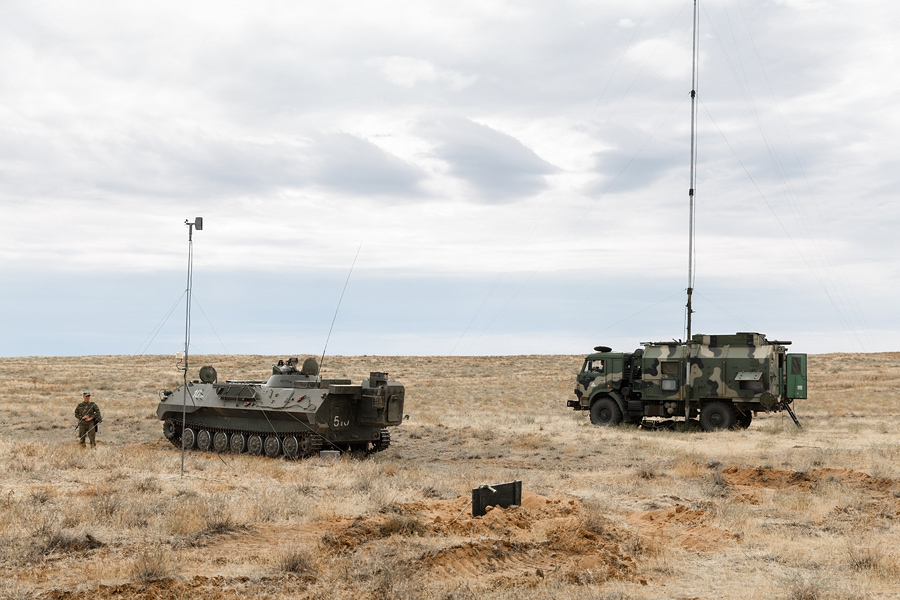
1В12 і Р-419Л1
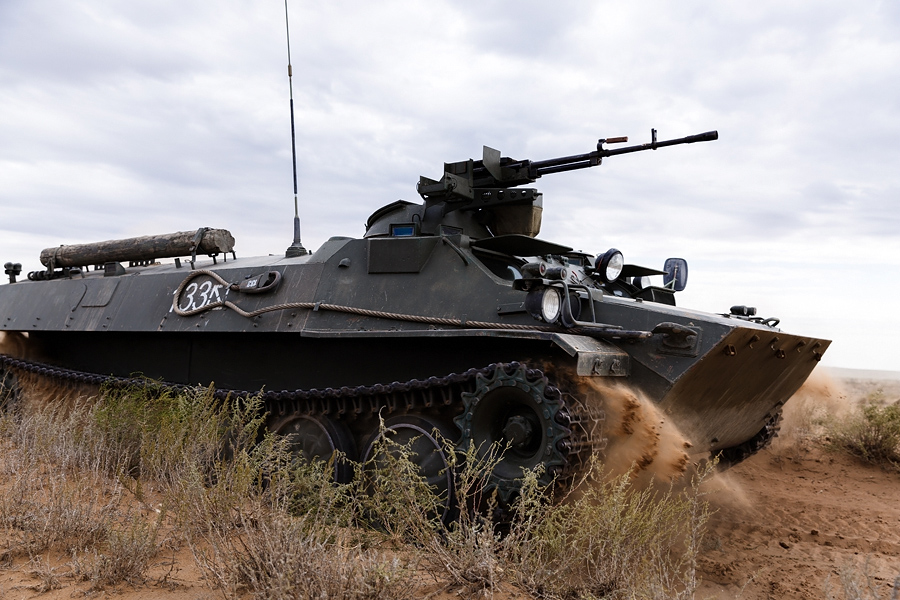
МТ-ЛБВМК
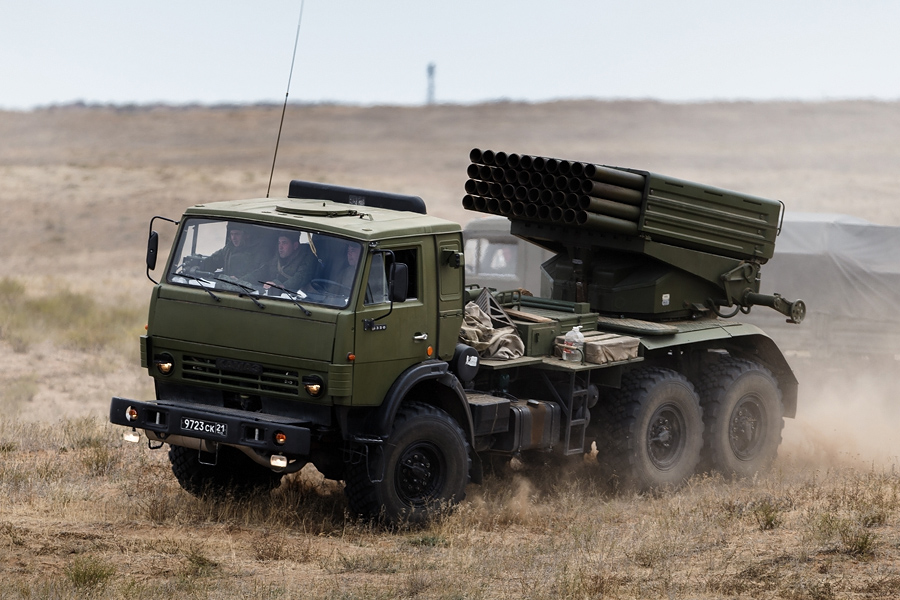
2Б26
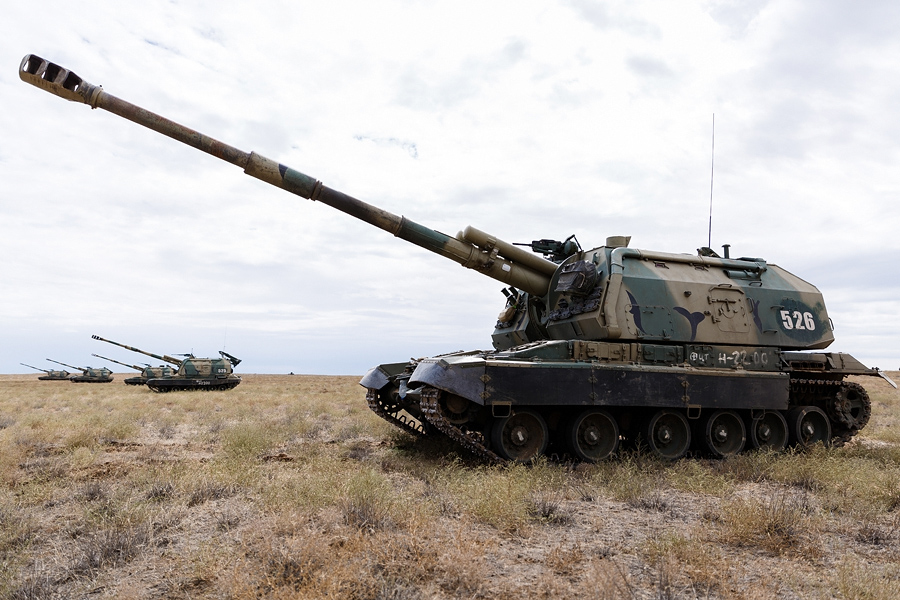
2С19

## Матеріали
- в/ч 65384 на вікімапії [Архівовано 8 серпня 2016 у Wayback Machine.]
- 17 ОМСБР, ШАЛИ, ЮВО: warfare.be
- 17 ОМСБР, ШАЛИ, ЮВО: archive.is